# Live from the Road
Live from the Road jest koncertowym albumem zespołu Chevelle.

## Lista utworów
1. "Family System"
2. "Forfeit"
3. "Point #1"
4. "Until You're Reformed"
5. "Send the Pain Below"
6. "Sma"
7. "Wonder What's Next"
8. "Mia"
9. "Grab Thy Hand"
10. "The Red"